# Konče
Konče (in macedone Конче?) è un comune rurale della Macedonia del Nord di 2 725 abitanti (dato 2021). La sede comunale è nella località omonima.

## Geografia fisica
Il comune confina con Štip a nord,con Radoviš e Vasilevo ad est, con Negotino e Demir Kapija ad ovest, con Strumica e Valandovo a sud.

## Società

### Evoluzione demografica
In base al censimento del 2002 la popolazione è così suddivisa dal punto di vista etnico:
- Macedoni = 3 009
- Turchi = 521
- Altri = 6

## Località
Il comune è formato dall'insieme delle seguenti località:
- Gabrevci
- Garvan
- Gorna Vraštica
- Gorni Lipovikj
- Dedino
- Dolna Vraštica
- Dolni Lipovikj
- Dolni Radeš
- Zagorci
- Konče (sede comunale)
- Lubnica
- Negrenovci
- Rakitec
- Skoruša